# 1094 Сибір
1094 Сибір (1094 Siberia) — астероїд головного поясу, відкритий 12 лютого 1926 року.
Тіссеранів параметр щодо Юпітера — 3,389.